# كينيتشي هوندا
كينيتشي هوندا (باليابانية: 本多健一؛ بالكانا: ほんだ けんいち) هو كيميائي ياباني، ولد في 23 أغسطس 1925 في سايتاما في اليابان، وتوفي في 26 فبراير 2011.

## وصلات خارجية
- كينيتشي هوندا على موقع الموسوعة البريطانية (الإنجليزية)